# Luis Ernesto Michel
Luis Ernesto Michel (21 de juliol de 1979) és un exfutbolista mexicà.

## Selecció de Mèxic
Va formar part de l'equip mexicà a la Copa del Món de 2010.